# Agathosma bodkinii
Agathosma bodkinii är en vinruteväxtart som beskrevs av Dümmer. Agathosma bodkinii ingår i släktet Agathosma och familjen vinruteväxter. Inga underarter finns listade i Catalogue of Life.